# Athetis milloti
Athetis milloti är en fjärilsart som beskrevs av Pierre E.L. Viette 1963. Athetis milloti ingår i släktet Athetis och familjen nattflyn. Inga underarter finns listade i Catalogue of Life.